# Acta de la Melaza
El Acta de la Melaza de marzo de 1733 fue una ley aprobada por el Parlamento del Reino de Gran Bretaña que imponía un impuesto de seis peniques por cada galón de melaza de las colonias no-británicas. El Parlamento aprobó la ley en gran parte por la insistencia de los propietarios de grandes plantaciones en las Indias Occidentales británicas. La ley no fue aprobada con el propósito de aumentar los ingresos fiscales, sino más bien para regular el comercio al hacer más baratos los productos británicos en comparación con los de las Antillas francesas. 
Se considera que esta ley se circunscribe en el conjunto de Actas de Comercio y Navegación, promulgadas desde 1651 con el fin de restringir el uso de barcos extranjeros en el comercio de Inglaterra (más tarde Gran Bretaña) y sus colonias. Los impuestos aprobados por estas leyes son considerados como una de las causas económicas indirectas de la Guerra de Independencia de los Estados Unidos. El origen de esta ley se encuentra en la doctrina económica mercantilista, según la cual las exportaciones de un país debían superar sus importaciones.

## Efectos en las colonias americanas
El historiador Theodore Draper describe el efecto que tendría este impuesto en las colonias británicas en América del Norte:

Bladen [El coronel Bladen fue por largo tiempo miembro del Consejo Británico de Comercio] había concebido la estrategia de infligir una tasa prohibitiva sobre las importantes de las Antillas francesas, en lugar de simplemente impedirlas. Cuando fue confrontado con el argumento de que el proyecto de ley supondría la ruina de las colonias norteamericanas, replicó "que los impuestos propuestos no resultarían en una prohibición absoluta, pero admitía que los entendía como algo que debería estar muy cercano a ello, porque en la forma en que son las colonias del norte, benefician a las islas francesas a nuestras expensas y se benefician a sí mismos demasiado, incluso hasta una independencia.”